# Quatrième ton (lettre)
Cette page contient des caractères spéciaux ou non latins. S’ils s’affichent mal (▯, ?, etc.), consultez la page d’aide Unicode.
Ne doit pas être confondu avec la lettre cyrillique Ч.
Ч (minuscule : ч), appelé quatrième ton, est une lettre additionnelle qui était utilisée dans l’alphabet mixte du zhuang de 1957 à 1982.

## Linguistique
Ч représente le quatrième ton (représenté par ˦˨ dans l'alphabet phonétique international). Elle fut remplacée en 1982 par la lettre X.
Le ч fait partie d’un alphabet hanyu pinyin proposé en 1956, utilisant d’autres lettres additionnelles comme ꞔ, ŋ, ʂ, ᶎ. Elle représente une consonne affriquée alvéolo-palatale sourde [t͡ɕ] en mandarin standard, aujourd’hui transcrite ‹ j › en hanyu pinyin.

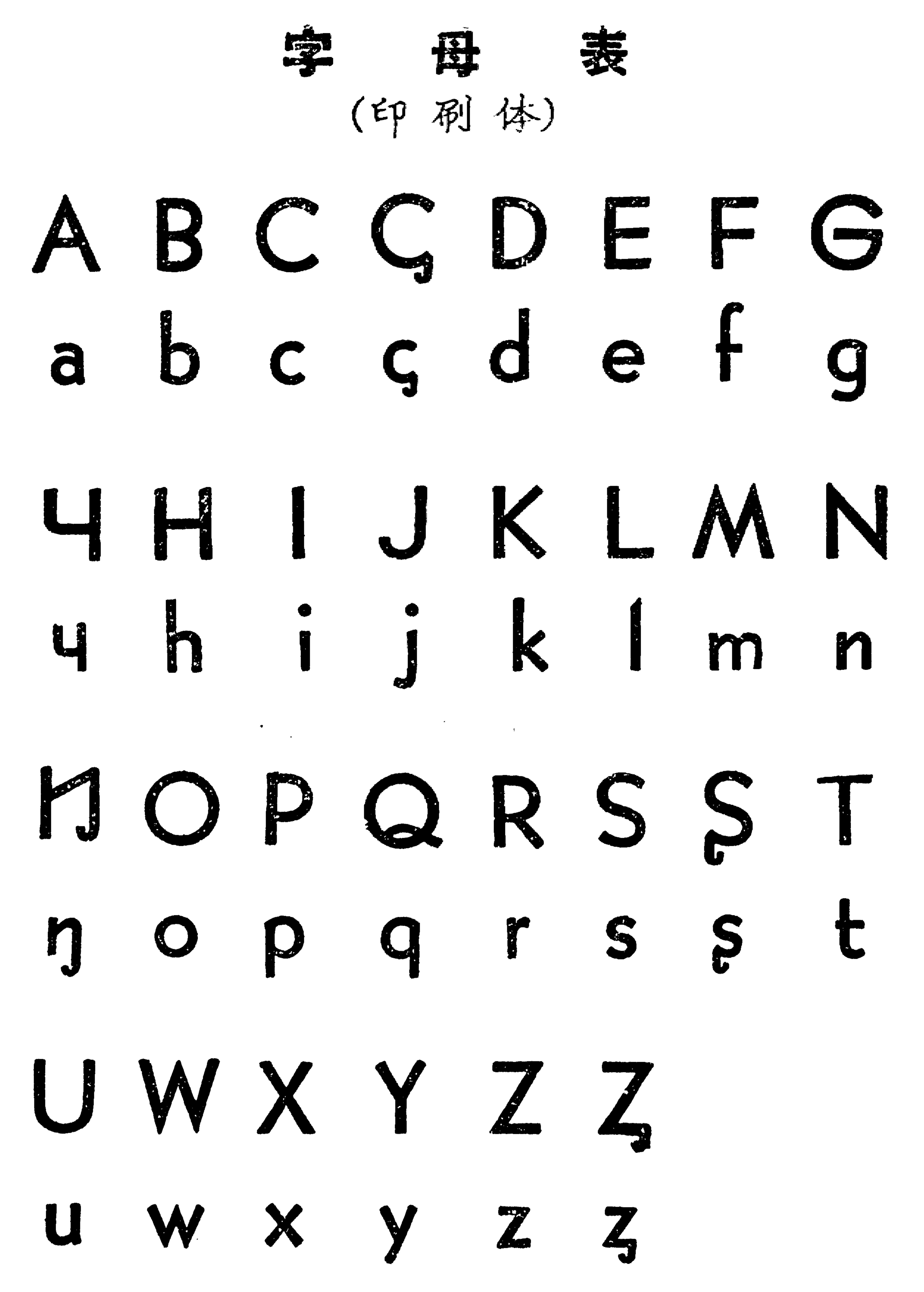
Projet d’alphabet chinois de 1956, forme imprimée.
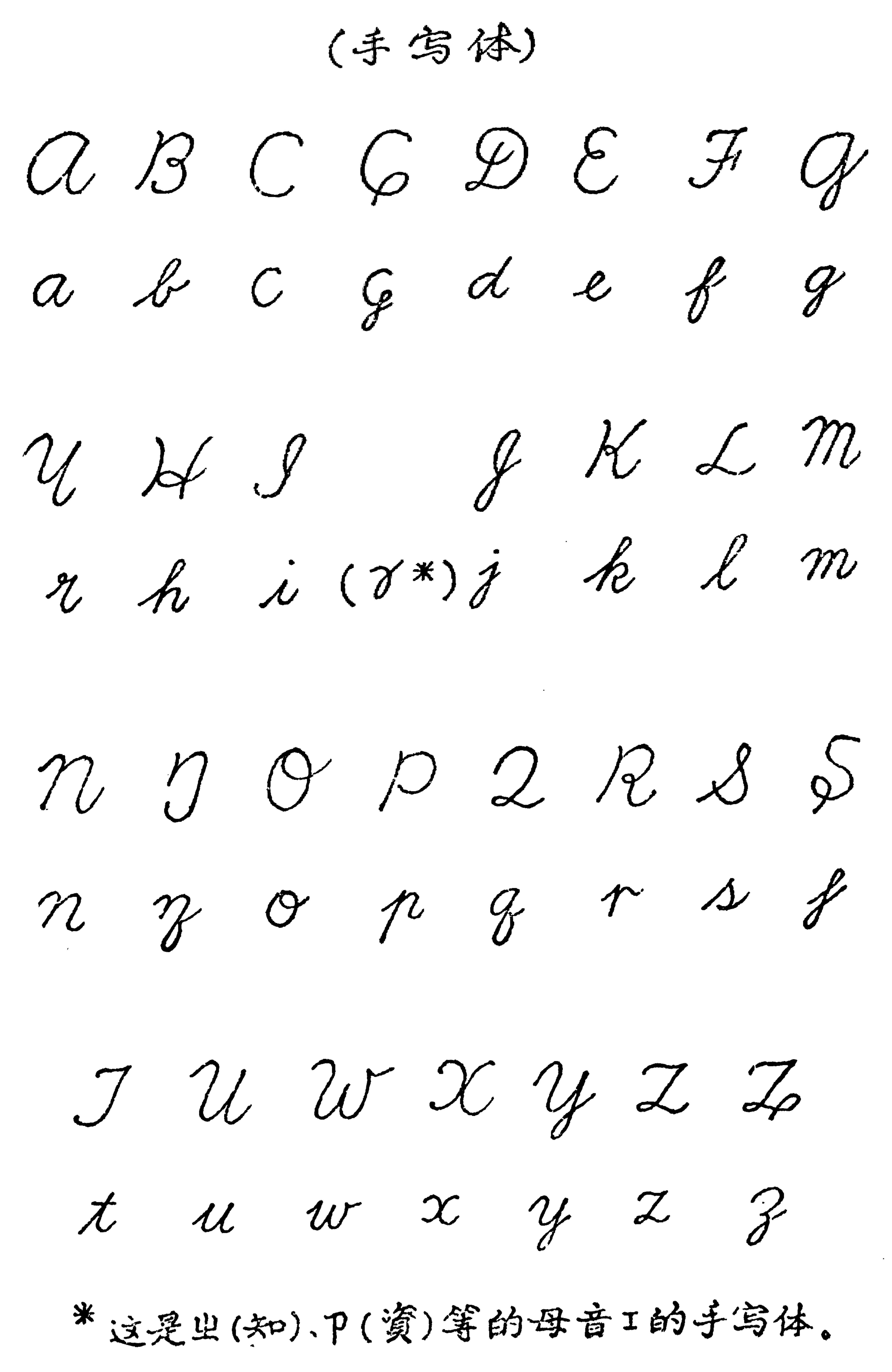
Projet d’alphabet chinois de 1956, forme imprimée.

## Graphie
La graphie de cette lettre ressemble à la lettre cyrillique che Ч dont elle est dérivée.

## Représentation informatique
La lettre quatrième ton n’a pas de caractères Unicode qui lui sont propres et est représentée avec les caractères de la lettre cyrillique che Ч.